# Klára Cahynová
Klára Cahynová (20. prosince 1993 Zlín) je česká profesionální fotbalistka, která hraje na pozici záložnice za španělský klub nejvyšší španělské ženské fotbalové ligy (Liga F) Real Sociedad a za český národní tým.

## Klubová kariéra
V české nejvyšší soutěži hájila nejprve barvy ženského týmu 1. FC Slovácko. V létě 2011 přestoupila do Slavie Praha, s jejímž týmem hrála v sezoně 2015/2016 poprvé v Lize mistryň UEFA, kde slávistky došly do čtvrtfinále. Se Slavií se stala čtyřnásobnou mistryní České republiky a dvojnásobnou vítězkou Českého poháru žen. V zimním přestupovém období 2017/2018 přestoupila Cahynová do postupimské Turbiny, která hraje německou ženskou Bundesligu. V létě 2020 se vrátila zpět do Slavie.  V letním přestupovém termínu 2021/22 přestoupila do týmu Sevilla FC, který hraje ve španělské ženské Primera División, a zůstala tam tři roky. V roce 2024 následně přestoupila do dalšího španělského klubu, aktuálně obléká modro bílé barvy Realu Sociedad.  

## Reprezentační kariéra
V českém národním týmu debutovala jako osmnáctiletá 3. června 2011 v přátelském utkání proti Nigérii.
| Soutěž                                | Fáze        | Datum      | Místo | Soupeř            | Gólů | Výsledek | Celkem |
| ------------------------------------- | ----------- | ---------- | ----- | ----------------- | ---- | -------- | ------ |
| Mistrovství světa ve fotbale žen 2015 | Kvalifikace | 2014–04–26 | Opava | Estonsko          | 1    | 6–0      | 2      |
| Mistrovství světa ve fotbale žen 2015 | Kvalifikace | 2014–06–18 | Praha | Severní Makedonie | 1    | 5–2      | 2      |